# Cihirup
Cihirup is een bestuurslaag in het regentschap Kuningan van de provincie West-Java, Indonesië. Cihirup telt 4243 inwoners (volkstelling 2010).